# Anna Paula Bettencourt Caldeira
Anna Paula Caldeira (São José dos Pinhais, 7 de outubro de 1984) foi o primeiro bebê a nascer a partir de uma fertilização in vitro (bebê de proveta) no Brasil e na América Latina. O procedimento foi realizado pelo médico Milton Nakamura em São Paulo, que faleceu em 1997, vítima de uma queda. Ela é filha da administradora hospitalar Ilza Caldeira, e do urologista José Antônio Caldeira.